# Embleem van Vietnam

Embleem van Vietnam

Het embleem van Vietnam werd op 30 november 1955 aangenomen als embleem van Noord-Vietnam en werd na de hereniging van het land op 2 juli 1976 het symbool van heel Vietnam.
Het embleem is ontworpen in de stijl van de socialistische heraldiek. Het embleem bevat de symboliek van de Communistische Partij van Vietnam, inclusief de gele ster op een rode achtergrond, die ook centraal op de vlag van Vietnam staat. De gouden rijst aan de zijkant symboliseert de landbouw, het tandrad symboliseert de industrie in Vietnam. Hieronder staat in gouden letters de naam van het land.
Afghanistan · Armenië · Azerbeidzjan · Bahrein · Bangladesh · Bhutan · Brunei · Cambodja · China: Volksrepubliek / Republiek (Taiwan) · Cyprus · Filipijnen · Georgië · India · Indonesië · Irak · Iran · Israël · Japan · Jemen · Jordanië · Kazachstan · Kirgizië · Koeweit · Laos · Libanon · Malediven · Maleisië · Mongolië · Myanmar · Nepal · Noord-Korea · Oezbekistan · Oman · Oost-Timor · Pakistan · Palestina · Qatar · Rusland · Saoedi-Arabië · Singapore · Sri Lanka · Syrië · Tadzjikistan · Thailand · Turkmenistan · Turkije · Verenigde Arabische Emiraten · Vietnam · Zuid-Korea

Afhankelijke gebieden: Hongkong · Macau

Betwiste gebieden: Noord-Cyprus